# Rhombopsammia niphada
Espèce
Statut CITES
Rhombopsammia niphada est une espèce de coraux appartenant à la famille des Micrabaciidae.

## Historique
Cette espèce est découverte par Joan Murrel Owens en 1986.